# Scaptobius pentarthrius
Scaptobius pentarthrius är en skalbaggsart som beskrevs av John Obadiah Westwood 1874. Scaptobius pentarthrius ingår i släktet Scaptobius och familjen Cetoniidae. Inga underarter finns listade i Catalogue of Life.